# Witrogoszcz
Witrogoszcz – wieś krajeńska w Polsce położona w województwie wielkopolskim, w powiecie pilskim, w gminie Łobżenica. Nazwa miejscowości pochodzi od staropolskiego imienia Jutrogost.
W 1892 roku miejscowi Albrechtanie (luterańska odmiana metodyzmu, wyróżniająca się surowym przestrzeganiem zasad, głęboką pobożnością, uczciwością i poszanowaniem odmiennych wyznań, zwana w okolicy „dobrymi ewangelikami”) wznieśli w Witrogoszczy pastorówkę, do której w 1896 roku dobudowano salę modlitwy. Po II wojnie światowej mieściła się tu szkoła, klub rolnika, koło gospodyń wiejskich, sklep, a także świetlica. Obecnie budynek jest opuszczony.
W latach 1975–1998 miejscowość administracyjnie należała do województwa pilskiego.